# Cliff Smalls
Clifton Arnold „Cliff“ Smalls (* 3. März 1918 in Charleston (South Carolina); † 2008) war ein US-amerikanischer Jazz-Bandleader, Posaunist, Pianist, Arrangeur und Komponist.
Smalls wuchs in Charleston auf und lernte Klavier und Orgel von seinem Vater, der die Instrumente in der Kirche ihrer Baptisten-Gemeinde spielte. Noch in der High School schloss er sich den Carolina Cotton Pickers als Pianist an und tourte mit diesen. Er studierte Klavier, Musiktheorie und Komposition am Kansas City Conservatory und war von 1942 bis 1946 Ersatz-Pianist und Posaunist bei Earl Hines. Er spielte auch und nahm auf mit dem Jimmy Lunceford Orchester in Detroit, mit Billy Eckstine, Louis Jordan, Earl Bostic (z. B. auf dessen Hit Flamingo 1950), Erskine Hawkins, Lucky Millinder, Bennie Green (Bennie Green with Art Farmer 1956) und Cab Calloway.
Er war musikalischer Leiter und Arrangeur für Eartha Kitt, Ella Fitzgerald (z. B. Newport Jazz Festival at Carnegie Hall), Sy Oliver (mit dem er 1973 aufnahm und den er zehn Jahre als Pianist im Rainbow Room in New York begleitete), Sammy Davis Junior, Smokey Robinson, Clyde McPhatter und arbeitete mit Brook Benton, Dinah Washington und Gerald Wilson.
1979 nahm er das Solo-Album The Man I Love auf. Im Film The Cotton Club von Francis Ford Coppola spielte er in einem Cameo-Auftritt einen Klavierspieler.
Zuletzt leitete er ein Septett in Brooklyn. Dabei arbeitete er auch als Lehrer für Nachwuchs-Jazzmusiker.